# باقرآباد سفلي (مقاطعة إسلام آباد غرب)
باقرآباد سفلي (بالفارسية: باقرآباد سفلی) هي قرية تقع في كرمانشاه في إيران. يقدر عدد سكانها بـ 668 نسمة .